# Hypolycaena periphorbas
Hypolycaena periphorbas är en fjärilsart som beskrevs av Butler 1882. Hypolycaena periphorbas ingår i släktet Hypolycaena och familjen juvelvingar. Inga underarter finns listade i Catalogue of Life.